# فاينل فانتسي 5
فاينل فانتازي 5 (باليابانية: ファイナルファンタジー، فاينارو فانتاجي فايبو) هي لعبة فيديو تقمص الأدوار تم تطويرها ونشرها من قبل شركة سكوير (وهي الآن سكوير إنكس) عام 1992 كجزء من سلسلة فاينل فانتسي. ظهرت اللعبة أولا في اليابان فقط على سوبر فاميكوم (المعروف عالميا باسم سوبر نينتندو إنترتينمنت سيستم). وتم إصدارها على سوني بلاي ستيشن ونينتندو جيم بوي أدفانس مع اختلافات بسيطة. أصدر شريط فيديو الرسوم المتحركة أصلي عام 1994 بعنوان فاينل فانتسي: أسطورة البلورات بمثابة تكملة لأحداث اللعبة. وأصدرت في اليابان على بلاي ستيشن نتورك في 6 أبريل 2011. وأصدرت نسخة محسنة، مع رسومات جديدة عالية الدقة وواجهة تعمل باللمس، على أجهزة آيفون وأيباد في 28 مارس 2013 ونسخة أندرويد في 25 سبتمبر 2013.
بطل اللعبة هو رحالة يدعى بارتز يرى أمامه نيزكا واقعا على الأرض. يقابل بارت عدة شخصيات، ويكشف له أحدهم عن الخطر المحدق الذي يواجه البلورات الأربعة التي تتحكم بعناصر العالم. وهذه البلورات تمثل الباب الذي يقفل على الساحر الشرير إكسديث. ومهمة بارتز وفريقه هي الحفاظ على بلورات من تأثير إكسديث ومنع عودته إلى العالم.
وقد أشاد النقاد بحرية اللاعب بتشكيل الشخصيات. ورغم أنها لم تصدر إلا في اليابان، فقد بيع من نسخة سوبر فاميكوم أكثر من مليوني نسخة. وقد حققت نسخة بلاي ستيشن النجاح أيضا وبيع منها أكثر من 350,000 نسخة.

## روابط خارجية
- فاينل فانتسي 5 على موقع IMDb (الإنجليزية)